# Arytaina obscura
Arytaina obscura är en insektsart som först beskrevs av Crawford 1912.  Arytaina obscura ingår i släktet Arytaina och familjen rundbladloppor. Inga underarter finns listade i Catalogue of Life.